# Moussa Sow
Moussa Sow (Mantes-la-Jolie, Francia, 19 de enero de 1986) es un exfutbolista francés nacionalizado senegalés. Jugaba de delantero y su último equipo fue el Ümraniyespor de la TFF Primera División. Es internacional con la selección de 
Senegal.
Fichado con la carta de libertad por el Lille O. S. C., fue el máximo goleador de la Ligue 1 en la temporada 2010-11. Para 2012 fue traspasado al Fenerbahçe S. K. turco.

## Clubes
| Club                      | País                   | Año       |
| ------------------------- | ---------------------- | --------- |
| Stade Rennes F. C.        | Francia                | 2004-2010 |
| C. S. Sedan (cedido)      | Francia                | 2007-2008 |
| Lille O. S. C.            | Francia                | 2010-2012 |
| Fenerbahçe S. K.          | Turquía                | 2012-2015 |
| Al-Ahli F. C.             | Emiratos Árabes Unidos | 2015-2018 |
| Fenerbahçe S. K. (cedido) | Turquía                | 2016-2017 |
| Bursaspor (cedido)        | Turquía                | 2018      |
| Gazişehir Gaziantep F. K. | Turquía                | 2019      |
| Ümraniyespor              | Turquía                | 2020-     |

## Palmarés

### Títulos nacionales
| Título               | Club             | País                   | Año  |
| -------------------- | ---------------- | ---------------------- | ---- |
| Copa de Francia      | Lille O. S. C.   | Francia                | 2011 |
| Ligue 1              | Lille O. S. C.   | Francia                | 2011 |
| Copa de Turquía      | Fenerbahçe S. K. | Turquía                | 2012 |
| Copa de Turquía      | Fenerbahçe S. K. | Turquía                | 2013 |
| Superliga de Turquía | Fenerbahçe S. K. | Turquía                | 2014 |
| Supercopa de Turquía | Fenerbahçe S. K. | Turquía                | 2014 |
| Liga Árabe del Golfo | Al-Ahli F. C.    | Emiratos Árabes Unidos | 2016 |

### Títulos internacionales
| Título         | Club (*)       | País              | Año  |
| -------------- | -------------- | ----------------- | ---- |
| Europeo sub-19 | Francia sub-19 | Irlanda del Norte | 2005 |

(*) Incluyendo la selección.

### Distinciones individuales
| Distinción                               | Año  |
| ---------------------------------------- | ---- |
| Máximo goleador de la Ligue 1 (25 goles) | 2011 |